# Подучавање страних језика
Подучавање страних језика је процес преношења знања које се односи на учење језика оних говорника којима одређени језик није матерњи. Преношење знања са предавача на ученика припада првенствено грани примењене лингвистике, која нужно не мора да буде лингвистика у ширем смислу. Постоје различите врсте приступа подучавању језика а то су: генеративна граматика, системско-функционалан приступ граматици, когнитивна граматика, као и шаблонска и конструктивна граматика.

## Потреба за учењем више језика поред матерњег језика
Због глобализације и успостављања међуљудских сарадњи, познавање више језика отвара више могућности. Ширење сарадње међу различитим заједницима није започето у скорије време - постојало је од самог почетка развоја цивилизације. Сарадњом су племена опстајала и усавршавала одређене активности. Међутим, читави преговори одвијали су се посредством језика, што је и данас случај. Термин лингва франка упућује на језик који је широко распрострањен и који је неопходан у различитим областима делатности попут економије, међународних преговора и комуникације међу људима. Енглески језик је крајем деветнаестог века постао светски језик и стога се у Србији у свим основним и средњим школама.

## Методе подучавања језика кроз историју
Крај 19. века обележио је преокрет у подучавању језика, а исто тако је пружио различите методе приступа учењу. Када је у питању примењена лингвистика, пет теорија заступљено је и, иако се у одређеним ставовима сукобљавају, све теорије су довеле до данашњег начина предавања. Следеће теорије допринеле су развоју саме примењене лингвистике:
| Име заступника теорије                   | Име заступника теорије у изворном облику     | Назив теорије                  | Начела која теорија заступа |
| ---------------------------------------- | -------------------------------------------- | ------------------------------ | --- |
| Ноам Чомски                              | Noam Chomsky                                 | генеративна граматика          | Бави се идентификацијом правила која матерњем говорнику дозвољавају да разликује граматичке од неграматичких реченица. Према његовом мишљењу, синтакса је потпуно одвојена од семантике.                                                           |
| Мајкл Халидеј                            | Michael Halliday                             | системско-функционални приступ | За разлику од Чомског, Халидеј придаје значај значењу и семантици уопште. Граматику спомиње у контексту коришћења у говору. Све што говор пружа има комуникативну функцију.                                                                        |
| Роналд Лангакер                          | Ronald Langacker                             | когнитивни приступ             | Бави се психолошким процесима која се у говорнику одвијају док користи језик као средство комуникације. |
| Сузан Ханстон Џил ФренсисЕлизабет Манинг | Susan Hunston Jill Francis Elizabeth Manning | шаблонска граматика            | Главна идеја јесте да се већина лингвистичких значења не налази ни у појединачним речима нити у структурама у којима се појављују, већ у комбинацији оба претходно поменута. Ослања се на емпиријска посматрања која се прикупљају у виду корпуса. |
| Чарлс Филмор Пол Кеј Џорџ Лaкоф          | Charles Fillmore Paul Kay George Lakoff      | конструктивна граматика        | За разлику од шаблонске граматике, конструктивна граматика се не односи на искуство, а такође описује везу између различитих конструкција или шаблона.                                                                                             |

Свих пет теорија важно је због чињенице да се кроз историју велика расправа водила о томе да ли заправо граматика има везе са семантиком. У том смислу, јасно је да се примењена лингвистика не ослања на лингвистику већ активно учествује у тражењу најбољег начина подучавања другог, нематерњег језика.

## Данашње методе подучавања
Данашње методе подучавања резултат су горепоменутих језичких теорија, а посебно на схватања Х.Г. Видовсона и његових идеја које је представио у својој књизи Подучавање језика као комуникације, објављене 1978. године. Ту су и Брамфит и Џонсон са својим делом Комуникативни приступ учењу језика, који су сматрали да језик не треба да буде само учење граматичких правила и речи, већ да треба да се усредсреди на подучавање полазника како да користе језик да би изразили оно што желе на прави начин и да схвате да како су лингвистичка значења повезана са са друштвеним и ситуационим контекстом у којем се нађу. Кључ треба да буде на комуникацији и конверзацији. 

## Бенефити познавања више језика
Билингвизам или мултилингвизам помажу говорницима више језика у различитим животним аспектима. Када је у питању образовање, показало се да су билингвална или мултилингвална деца успешнија у академском смислу. Такође, билингвалној и мултилингвалној деци је много лакше да науче додатни језик који желе. Што се каријере тиче, људи говоре два или више језика имају веће шансе да нађу добро плаћен посао, као и да раде у иностранству. Студије су такође показале да људи који говоре више језика имају мањи ризик од обољевања од деменције и Алцхајмерове болести. Социјалне вештине су такође побољшане уколико људи говоре више језика. У том случају, праг толеранције је много виши и прихватање различитих култура не представља никакав проблем.